# Шосткинський район (1923—2020)
Шо́сткинський райо́н — колишній район України в північній частині Сумської області України з адміністративним центром у місті Шостка, який існував протягом 1923—2020 років і був ліквідований під час Адміністративно-територіальної реформи в Україні.

## Флора і фауна
Значна частина району — 35,9 тис. га зайнята лісом, що становить 24,9 % від території району. Збережено масиви хвойних лісів (див. Великий бір), серед листяних лісів переважають такі породи, як дуб, береза, осика. Досить різноманітний тваринний світ.

## Історія
Шосткинський район — це багатий історично, чудовий куточок Поліської землі.
Як адміністративна одиниця район був утворений у лютому 1923 року.
Територія Шосткинщини була заселена з давніх часів, про що свідчать археологічні пам'ятки — крем'яні знаряддя праці доби пізнього палеоліту (15 тис. років тому), поселення доби бронзи, скіфських часів та слов'янське поселення (УП-УШ століття) і давньоруський курганний могильник. Сучасне селище міського типу Вороніж згадувалось у літопису в 1177 році.
За козацьких часів територія району належала до Воронізької та Глухівської сотень Ніжинського полку. В 1664 році поблизу Вороніжа відбулась битва російських військ та українських козацьких полків з військом польського короля Яна Казимира, що вторглося на Лівобережну Україну.
Була зоною воєнних дій Шосткинщина і під час Північної війни Петра І зі шведами. Збереглись залишки редутів на березі річки Десни.
Наступник Мазепи на гетьманстві — Іван Скоропадський наказав поховати себе у стінах Гамаліївського монастиря, що за декілька кілометрів від районного центру.
У 1895 році в зв'язку з будівництвом лінії Конотоп-Москва південну частину району перетнула залізниця. Найкрупніша на Шосткинщині залізнична станція у селищі Вороніж при заснуванні отримала назву Терещенська. В селищі на той час існував цукровий завод Терещенка — знаменитого у ті роки промисловця і мецената.
Була на території району і своя Івотська республіка, проголошена у 1918 році на території кількох волостей, навколо цього села, місцевим уродженцем полковником царської армії Андрієм Ладинським.
У 1921 році було створено перше колективне сільськогосподарське підприємство — комуна «Світ». Кільком десяткам малоземельних та безземельних селян з села Миронівка був переданий поміщицький маєток царського генерала Гука — Гуків хутір. Пізніше саме тут з'явилася перша в районі радіоточка та електрична лампочка в селянській хаті, перші трактори та локомобіль у сільському господарстві.

## Адміністративний устрій
Район адміністративно-територіально поділяється на 1 селищну раду та 16 сільських рад, які об'єднують 36 населених пунктів та підпорядковані Шосткинській районній раді.
05.02.1965 Указом Президії Верховної Ради Української РСР передано Воронізьку селищну Раду Кролевецького району до складу Шосткинського району.

## Політика
25 травня 2014 року відбулися Президентські вибори України. У межах Шосткинського району було створено 29 виборчих дільниць. Явка на виборах складала — 56,48% (проголосували 10 363 із 18 348 виборців). Найбільшу кількість голосів отримав Петро Порошенко — 49,80% (5 161 виборців); Юлія Тимошенко — 15,49% (1 605 виборців), Олег Ляшко — 9,18% (951 виборців), Анатолій Гриценко — 5,28% (547 виборців), Сергій Тігіпко — 4,79% (496 виборців). Решта кандидатів набрали меншу кількість голосів. Кількість недійсних або зіпсованих бюлетенів — 2,01%.

## Економіка
Шосткинський район має аграрно-промисловий тип господарства.
Основний економічний потенціал району становлять 3 промислових, 39 сільськогосподарських, 23 торговельних, 2 лісогосподарських підприємства, 1 філія будівельного підприємства, 17 фермерських господарств.
У користуванні сільгосппідприємств знаходиться 22,6 тис.га сільськогосподарських угідь, у тому числі ріллі 18,2 тис.га, пасовищ — 1,7 тис.га., сіножаті — 4,5 тис.га. Після виходу Указу Президента України йде до завершення останній етап аграрної реформи. Здійснено реформування всіх колективних сільськогосподарських підприємств. Тепер це нові суб'єкти підприємницької діяльності, робота яких ґрунтується на приватній власності на землю і майно.
В основному район займається вирощуванням зернових культур.
Промисловість району представлена підприємствами харчової та переробної промисловості, підприємством оброблення металу. За останні роки незмінним є приріст обсягів промислового виробництва завдяки відновленню роботи ВАТ «Воронізький цукровий завод».

## Населення
Розподіл населення за віком та статтю (2001):
| Стать | Всього | До 15 років | 15-24 | 25-44 | 45-64 | 65-85 | Понад 85 |
| --- | ------ | ----------- | ----- | ----- | ----- | ----- | -------- |
| Чоловіки | 11 185 | 1639        | 1474  | 3098  | 3267  | 1640  | 67       |
| Жінки | 13 564 | 1581        | 1377  | 2787  | 3646  | 3776  | 397      |
| \| Статево-вікова піраміда \| Статево-вікова піраміда \| Статево-вікова піраміда \| \| ----------------------- \| ----------------------- \| ----------------------- \| \| Чоловіки \| Вік \| Жінки \| \| 67 \| 85 + \| 397 \| \| 131 \| 80-84 \| 515 \| \| 323 \| 75-79 \| 1106 \| \| 632 \| 70-74 \| 1202 \| \| 554 \| 65-69 \| 953 \| \| 853 \| 60-64 \| 1220 \| \| 509 \| 55-59 \| 591 \| \| 906 \| 50-54 \| 904 \| \| 999 \| 45-49 \| 931 \| \| 906 \| 40-44 \| 877 \| \| 760 \| 35-39 \| 739 \| \| 685 \| 30-34 \| 566 \| \| 747 \| 25-29 \| 605 \| \| 729 \| 20-24 \| 686 \| \| 745 \| 15-20 \| 691 \| \| 754 \| 10-14 \| 688 \| \| 497 \| 5-9 \| 479 \| \| 388 \| 0-4 \| 414 \| |        |             |       |       |       |       |          |
| Статево-вікова піраміда |        |             |       |       |       |       |          |
| Чоловіки | Вік    | Жінки       |       |       |       |       |          |
| 67 | 85 +   | 397         |       |       |       |       |          |
| 131 | 80-84  | 515         |       |       |       |       |          |
| 323 | 75-79  | 1106        |       |       |       |       |          |
| 632 | 70-74  | 1202        |       |       |       |       |          |
| 554 | 65-69  | 953         |       |       |       |       |          |
| 853 | 60-64  | 1220        |       |       |       |       |          |
| 509 | 55-59  | 591         |       |       |       |       |          |
| 906 | 50-54  | 904         |       |       |       |       |          |
| 999 | 45-49  | 931         |       |       |       |       |          |
| 906 | 40-44  | 877         |       |       |       |       |          |
| 760 | 35-39  | 739         |       |       |       |       |          |
| 685 | 30-34  | 566         |       |       |       |       |          |
| 747 | 25-29  | 605         |       |       |       |       |          |
| 729 | 20-24  | 686         |       |       |       |       |          |
| 745 | 15-20  | 691         |       |       |       |       |          |
| 754 | 10-14  | 688         |       |       |       |       |          |
| 497 | 5-9    | 479         |       |       |       |       |          |
| 388 | 0-4    | 414         |       |       |       |       |          |

Національний склад населення за даними перепису 2001 року:
| Національність | Кількість осіб | Відсоток |
| -------------- | -------------- | -------- |
| українці       | 23475          | 94,85 %  |
| росіяни        | 993            | 4,01 %   |
| цигани         | 99             | 0,40 %   |
| білоруси       | 90             | 0,36 %   |
| інші           | 92             | 0,37 %   |

Мовний склад населення за даними перепису 2001 року:
| Мова       | Кількість осіб | Відсоток |
| ---------- | -------------- | -------- |
| українська | 21410          | 86,51 %  |
| російська  | 3201           | 12,93 %  |
| циганська  | 73             | 0,29 %   |
| білоруська | 39             | 0,16 %   |
| інші       | 26             | 0,11 %   |

## Пам'ятки
У Шосткинському районі Сумської області на обліку перебуває 60 пам'яток історії.
У Шосткинському районі Сумської області на обліку перебуває 3 пам'ятки архітектури.

## Персоналії
Із Шосткинщиною пов'язані імена видатних наукових діячів таких, як педагог Костянтин Дмитрович Ушинський. Нині в селі Богданка, в школі, збудованій його донькою для сільських дітей, діє музей і поруч встановлений пам'ятник. На хуторі Чорні Лози, поблизу смт. Вороніж, минули дитячі роки П. О. Куліша, видатного українського письменника, етнографа, автора роману «Чорна рада». Воронізькій ЗОШ № 1 присвоєно ім'я письменника, створений музей.
У Шостці дитячі роки провів Михайло Олександрович Максимович (1804–1873) — історик, фольклорист, письменник, перший ректор Київського університету, редактор і видавець альманахів «Киянин», «Українець». Тут пройшло дитинство Миколи Васильовича Гербеля — поета, перекладача, видавця. Його перу належать переклади російською мовою творів Байрона, Шиллера, Ґете, Шевченка, «Слова о полку Ігоревім».
У село Локотки двічі — в 1857 р. і в 1858 р. — приїжджала українська письменниця Марко Вовчок. Тут вона працювала над повістю «Інститутка».
Шосткинщина — батьківщина восьми Героїв Радянського Союзу, трьох Героїв Соціалістичної Праці та двічі Героя Соціалістичної Праці — вченого хіміка з світовим ім'ям Я. Ф. Савченка.
В селі Ображіївка народився маршал авіації, тричі Герой Радянського Союзу І. М. Кожедуб. В селі споруджений пам'ятник, діє музей.